# 名古屋観光ホテル
名古屋観光ホテル（なごやかんこうホテル）は、松坂屋を中核に伊藤銀行（現在の三菱UFJ銀行）等を抱える伊藤財閥当主の伊藤次郎佐衛門が中心となって設立した名古屋では最古のシティホテルである。エスパシオエンタープライズ株式会社が運営する。
本項では2021年（令和3年）6月まで同ホテルを運営していた株式会社名古屋観光ホテル（Nagoya Kanko Hotel Co., Ltd.）についても説明する。

## 概要
名古屋市の古くからの都心である広小路伏見交差点に近い一等地にあり、皇族の宿泊先にも選ばれる、名古屋では屈指の名門ホテル。かつては、名古屋城西隣に毎日新聞社グループが開設したホテルナゴヤキャッスルと共に、名古屋の最高級ホテルとして、地元政財界の強い支持を受け君臨していた。
しかし1980年代以降、名古屋東急ホテルやヒルトン名古屋など、外部資本の高級ホテル進出を受けて低迷が続き、興和が90%以上の株式を買収して傘下におさめ、客室の改装など再建を推し進めていた。2012年（平成24年）3月1日には、興和の全面支援を受けるため、完全子会社化された。

## 沿革
- 1934年（昭和9年）9月 - 名古屋市、名古屋商工会議所、地元有志等の発起により、（旧）株式会社名古屋観光ホテルが設立[4]
- 1936年（昭和11年）12月16日 -  国策ホテルとして、名古屋観光ホテル開業[注釈 1]。
- 1945年（昭和20年）9月26日 - 名古屋観光ホテルが米軍により接収。
- 1946年（昭和21年）12月22日 - 常盤ホテル開業。
- 1947年（昭和22年）
  - 6月20日 - 常盤ホテル営業休止。
  - 8月15日 - 貿易庁 ホテルトキワ開業。
- 1950年（昭和25年）
  - 3月29日 - ナゴヤハーバーロッジ開業。
  - 4月1日 - ホテルトキワが民間移行で名古屋観光ホテルへ復帰。
  - 12月8日 - 政府登録国際観光旅館に指定[5]。
- 1956年（昭和31年）11月30日 - ホテルトキワ、ナゴヤハーバーロッジ閉鎖。
- 1956年（昭和31年）12月 - 名古屋観光ホテル営業再開[4]。
- 1961年（昭和36年）9月 - 名古屋証券取引所第2部上場[4]。
- 1970年（昭和45年）9月30日 - 改築の為、営業休止。
- 1971年（昭和46年）6月 - 上場廃止[4]、
- 1973年（昭和48年）7月1日 - 新館（客室505室）フルオープン。
- 1979年（昭和54年）5月27日 - 第30回全国植樹祭に行幸した昭和天皇、香淳皇后が宿泊[6]。
- 1982年（昭和57年） - 6月に（新）株式会社名古屋観光ホテルを設立、10月に（旧）株式会社名古屋観光ホテルを吸収合併[4]。
- 1999年（平成11年）7月13日 - 興和のTOBで68.7%の持株とし、子会社化。
- 2012年（平成24年）3月1日 - 興和の完全子会社となる。
- 2019年（令和元年）
  - 6月1日 - 天皇・皇后が第70回全国植樹祭臨席のため宿泊。
  - 11月22日・11月23日 - G20外務大臣会合が行われた[7]。
- 2021年（令和3年）7月1日 - 興和の完全子会社であるエスパシオ株式会社（同日付でエスパシオエンタープライズ株式会社に商号変更）にホテル事業および料飲事業を承継[8][9]。

## トラブル
2022年（令和4年）10月2日未明、東海ラジオ主催「丘みどりオータムディナーショー2022」において、開催前日の10月1日にダブルブッキング発覚のため、中止が発表された。ホテル総支配人名による説明では、「予約のお申込みをいただいたにもかかわらず、新たな案件が同じ宴会場で受注されたため、ホテル担当者は、ダブルブッキングを承知の上で、主催者様の承諾なしに要件満たさない別宴会場をディナーショーの会場として押さえました。その事実を主催者様に前日21時まで、お知らせせずにあたかも該当会場が押さえられているかのように虚偽の報告をしておりました」とのこと。ショーは昼と夜の2部制で、料金は1人3万円（税込み）で約300人が来場予定だった。鑑賞予定者にはチケット代金の返金と交通費、宿泊代を支払うとしている。これに代わる公演は2023年4月1日に開催された。